# Parafia św. Katarzyny w Czechowicach-Dziedzicach
Parafia Świętej Katarzyny – parafia rzymskokatolicka znajdująca się w Czechowicach-Dziedzicach. Należy do dekanatu Czechowice-Dziedzice diecezji bielsko-żywieckiej.
Parafia powstała po 1342 a po raz pierwszy została wzmiankowana w sprawozdaniu z poboru świętopietrza sporządzonego przez archidiakona opolskiego Mikołaja Wolffa w 1447 jako jedną z 51 w archiprezbiteracie cieszyńskim (w miejscowości Czechowicz). Jest więc najstarszą na terenie miasta. Na podstawie wysokości opłaty w owym sprawozdaniu liczbę ówczesnych parafian (we wszystkich podłegłych wioskach) oszacowano na 90. Wtedy też na terenie Czechowic powstała pierwsza sakralna drewniana budowla, następnie w latach 1772-1779 przebudowana i na jej miejscu powstał kościół murowany. W okresie Reformacji będący wówczas właścicielami Czechowic Czelowie pozostali katolikami, podobnie jak nowi właściciele – Sokołowscy z Sokołowic. W trakcie ich rządów kościół św. Katarzyny przez cały czas pozostawał w rękach katolików. W XIX wieku doszło do uprzemysłowienia Czechowic, jak również w pobliskich Dziedzicach, które podlegały czechowickiej parafii. W latach 1882–1890 powstał tam kościół filialny i odtąd Dziedziczanie ubiegali o samodzielną parafię co spotkało się z przeciwem czechowickiego wójta i proboszcza. Ostatecznie parafia w Dziedzicach powstała w 1901 roku. W następnych dziesięcioleciach z parafii św. Katarzyny wyodrębniło się jeszcze kilka kolejnych parafii.